# Rezolucje Rady Bezpieczeństwa ONZ z roku 1986
Stałe miejsca w Radzie Bezpieczeństwa ONZ posiadają:
- ChRL
- Francja
- ZSRR
- Stany Zjednoczone
- Wielka Brytania.

W roku 1986 członkami niestałymi Rady były:
- Kongo
- Ghana
- Madagaskar
- Zjednoczone Emiraty Arabskie
- Tajlandia
- Wenezuela
- Trynidad i Tobago
- Australia
- Dania
- Bułgaria.

## Rezolucje
Rezolucje Rady Bezpieczeństwa ONZ przyjęte w roku 1986:
- 581 (w sprawie RPA)
- 582 (w sprawie Iraku i Iranu)
- 583 (w sprawie Izraela i Libanu)
- 584 (w sprawie Izraela i Syrii)
- 585 (w sprawie Cypru)
- 586 (w sprawie Izraela i Libanu)
- 587 (w sprawie Izraela i Libanu)
- 588 (w sprawie Iraku i Iranu)
- 589 (w sprawie powołania nowego Sekretarza Generalnego)
- 590 (w sprawie Izraela i Syrii)
- 591 (w sprawie RPA)
- 592 (w sprawie terytoriów okupowanych przez Izrael)
- 593 (w sprawie Cypru)